# Dean Zandbergen
Dean Zandbergen (Zoetermeer, 5 september 2001) is een Nederlands voetballer die doorgaans speelt als centrumspits. Via zijn grootvader (van moeders zijde) is hij van Indonesische afkomst.

## Clubcarrière
Zandbergen maakte in 2021 de overstap van Westlandia naar Excelsior Maassluis. Op 25 september 2021 debuteerde hij bij de tweededivisionist tijdens een met 0-3 gewonnen uitwedstrijd bij Scheveningen, als invaller voor Bram Wennekers. Na afloop van het seizoen keerde hij samen met tweelingbroer Glenn terug naar TOGB waar hij eerder al in de F-jeugd had gevoetbald. Bij de kersverse derdedivisionist groeide hij uit tot topscorer met 19 goals en trok zodoende de belangstelling van meerdere profclubs, waaronder Sparta Rotterdam. In juni 2023 tekende de spits een amateurcontract bij Sparta dat hem onderbracht bij de beloftenploeg. Op 7 oktober 2023 scoorde Zandbergen zijn eerste doelpunt namens Jong Sparta Rotterdam tijdens een met 2-1 gewonnen thuiswedstrijd tegen Rijnsburgse Boys. Enkele weken later liet trainer Jeroen Rijsdijk hem debuteren in het eerste elftal. Tijdens een met 0-2 gewonnen bekerwedstrijd bij IJsselmeervogels viel hij in de 90e minuut in voor Charles-Andreas Brym. Ook in de volgende bekerronde, een uitwedstrijd bij ADO Den Haag (2-0 verlies), kwam hij in actie. In mei 2024 tekende Zandbergen zijn eerste profcontract bij FC Dordrecht dat hem voor twee jaar vastlegde met een optie voor nog een jaar. Bij de eerstedivisionist verloor hij uiteindelijk de concurrentiestrijd met Devin Haen. Zandebergen kwam weliswaar alle competitiewedstrijden in actie, doch meestal slechts als invaller. Op de laatste dag van de winterse transferperiode maakte de spits een transfer naar VVV-Venlo waar hij een contract tekende tot medio 2026 met een optie voor een extra seizoen.

## Clubstatistieken
| 2021/22                                | Excelsior Maassluis | Tweede divisie | 5   | 0  | 0 | 0 | — | — | 5   | 0  |
| 2022/23                                | TOGB                | Derde divisie  | 33  | 19 | 1 | 0 | — | — | 34  | 19 |
| 2023/24                                | Sparta Rotterdam    | Eredivisie     | 0   | 0  | 2 | 0 | — | — | 2   | 0  |
| 2023/24                                | Jong Sparta         | Tweede divisie | 32  | 5  | — | — | — | — | 32  | 5  |
| 2024/25                                | FC Dordrecht        | Eerste divisie | 24  | 3  | 1 | 0 | — | — | 25  | 3  |
| 2024/25                                | VVV-Venlo           | Eerste divisie | 9   | 2  | 0 | 0 | — | — | 9   | 2  |
| 2025/26                                | VVV-Venlo           | Eerste divisie | 2   | 0  | 0 | 0 | — | — | 2   | 0  |
| Totaal                                 | Totaal              | Totaal         | 105 | 28 | 4 | 0 | 0 | 0 | 109 | 28 |
| Bijgewerkt tot en met 15 augustus 2025 |                     |                |     |    |   |   |   |   |     |    |